# Ernesto Ráez Mendiola
Ernesto Ráez Mendiola (Rímac, Lima: 20 de maig de 1936 a 11 de març de 2021) va ser un director de teatre, escriptor i educador peruà.

## Biografia
Va ser docent a la Universitat Nacional Major de Sant Marcos, la Pontifícia Universitat Catòlica de Perú, la Universitat Ricardo Palma ia l'Escola Nacional Superior d'Art Dramàtic (ENSAD). Com a actor, va estar vinculat a el grup Histrión. Així mateix, va ser director de l'Escola Nacional d'Art Dramàtic, president de l'Associació Nacional de Drama Teatre i Educació del Perú coordinador per a Amèrica Llatina i el Carib de la International Drama Theatre and Education Association (IDEA) i secretari general de les escoles de teatre de Sud-amèrica de la càtedra ETI-UNESCO.
En 2017 va publicar el llibre L'Art de l'Home. Reflexions d'un professor de teatre, editat per ENSAD, que tracta, entre altres temes, sobre la relació entre el teatre i l'educació.

## Reconeixements
- 2013. Premi tota una vida a les arts escèniques (Festival Internacional de Teatre Hispà de Miami).[4]
- 2014. Personalitat meritòria de la cultura (Ministeri de Cultura).[7][8]